# Teuchophorus ventralis
Teuchophorus ventralis är en tvåvingeart som beskrevs av Yang och Saigusa 2000. Teuchophorus ventralis ingår i släktet Teuchophorus och familjen styltflugor.
Artens utbredningsområde är Sichuan (Kina). Inga underarter finns listade i Catalogue of Life.